# Ageha
《ageha》(아게하)는 w-inds.의 4번째 앨범이다. 2005년 6월 1일 FLIGHT MASTER에서 발매하였다.
싱글곡 《Pieces》, 《아름다워》, 《사계》, 《꿈의 장소로》, 《변해가는 하늘》을 포함한 14곡이 수록되어 있다. 1년 5개월만에 발매되었으며 오리콘 차트에서 약 4년 만에 1위를 기록하였다.
3집앨범《w-inds. ~PRIME OF LIFE~》와는 달리 발라드, 하드록, 스패니쉬 등의 다양한 장르의 곡이 있으며, 특히 수록곡 〈타임머신〉에서는 오가타 류이치도 보컬에 참가했다.
전작들과 같이 초회한정반과 통상반의 자켓사진이 다르며 한국에서 발매된 라이센스반도 일본에서 발매된 원반과 같은 사양으로 발매되었으나, 포스터 특전은 한국에만 한정되어 있다.
초회한정반 DVD에는 앨범 타이틀 곡인 〈ageha〉의 프로모션 비디오가 수록되어 있는데 윈즈로선 처음으로 드라마 영상을 중심으로 구성되어 있어있다.

## 한정 특전
초회한정반 특전
- 초회한정 자켓
- 캠페인 응모 엽서
- B2사이즈 포스터 (한국 한정)

통상반 초회특전
- 자켓사이즈 스티커 (1종류)

## 트랙리스트
| CD  |                                             | |      |
| 1   | Lil' Crazy                                  | 작사 : Alice Ice / 작곡 : Jorgensen, Andy Love, Stuart Crichton / 편곡 : Koma2 Kaz                    | 3:08 |
| 2   | Party Down                                  | 작사 : shungo. / 작곡 : Jorgensen, Andy Love / 편곡 : Koma2 Kaz                                       | 3:10 |
| 3   | キレイだ 아름다워                           | 작사, 작곡 : 스키마스위치 / 편곡 : 히다카 사토시                                                      | 3:25 |
| 4   | 일본어: 夏空の恋の詩 여름하늘의 사랑의 노래 | 작사 : 코마츠 키요히토 / 작곡 : 하라 카즈히로 / 편곡 : REO                                            | 4:44 |
| 5   | 四季 사계                                   | 작사, 작곡, 편곡 : 하야마 히로아키                                                                    | 4:55 |
| 6   | ageha                                       | 작사 : shungo. / 작곡 : Andreas Carlsson, Samuel Waermo / 편곡 : 호시노 타케후미                      | 4:08 |
| 7   | song 4 U                                    | 작사 : shungo. / 작곡 : Lars Goran Andersson, Peter Hallstrom, Nicci Notoni Wallin / 편곡 : Koma2 Kaz | 4:25 |
| 8   | Pieces                                      | 작사 : MASAYA, IGOR / 작곡, 편곡 : 토요시마 요시히로, MASAYA                                          | 5:39 |
| 9   | 変わりゆく空 변해가는 하늘                  | 작사, 작곡 : 코마츠 키요히토 / 편곡 : 카하라 다이스케                                                 | 4:53 |
| 10  | 夢の場所へ 꿈의 장소로                      | 작사 : jam / 작곡, 편곡 : Jeff Miyahara, 이마이 카즈히토                                              | 4:17 |
| 11  | 일본어: マバタキの夢 순간의 꿈              | 작사 : 오카모토 사다요시/ 작곡 : 스키마스위치 / 편곡 : Koma2 Kaz                                      | 3:10 |
| 12  | Color me                                    | 작사 : Alice Ice / 작곡 : T.M.O / 편곡 : Koma2 Kaz                                                    | 4:00 |
| 13  | 일본어: タイムマシーン 타임머신             | 작사, 작곡 : 아쿠츠 켄타로 / 편곡 : Koma2 Kaz, 아쿠츠 켄타로                                          | 3:03 |
| 14  | Gift                                        | 작사, 작곡, 편곡 : 코마츠 키요히토                                                                    | 5:48 |
| DVD |                                             | |      |
| 1   | ageha (Promotion Video)                     | 감독 : 미야사카 마유미 / 주연 : 야마자키 유타, Tohko, 오제키 유야, 코시이 마유                        | 5:56 |
| 2   | Making Of 'ageha'                           | 〈ageha〉의 PV 제작과정, 인터뷰 등이 수록되어 있다.                                                   | 5:40 |

## 차트 성적
- 최고순위 1위 (오리콘)
- 골드 (일본 레코드 협회)

## 타이업
- 3. キレイだ
- 5. 四季
- 8. Pieces
- 9. 変わりゆく空

이상 부르봉 후르츠껌 광고 음악
- 10. 夢の場所へ

NTV 《제83회 전국고등학교 축구선수권대회》 이미지곡